# Lourdes Benedicto
Pour les articles homonymes, voir Benedicto.
Lourdes Benedicto est une actrice américaine née le 12 novembre 1974 à Brooklyn, État de New York. Elle est surtout connue comme actrice de télévision mais a aussi joué dans quelques films (par exemple : The Fighting Temptations).

## Biographie

### Filmographie

#### Télévision
1996 : NYPD BLUE 
- 1999 : New York, unité spéciale (saison 1, épisode 9) : Angela Torres / Sho Ling-Fu

2001 - Dawson's Creek : Karen Torres  (saison 5)
2002-24 : Carrie Turner (saison 2)